# Moto Guzzi 750 S-serie
De Moto Guzzi 750 S was een sportmotor die door het merk Moto Guzzi werd geproduceerd in de jaren zeventig. Hij werd opgevolgd door de Moto Guzzi 750 S3.

## Voorgeschiedenis
In de jaren zestig was Moto Guzzi begonnen met de productie van de Moto Guzzi V7, een toermotor die nog was ontwikkeld door Giulio Cesare Carcano, die al in de jaren dertig als ingenieur bij Moto Guzzi was gekomen. In 1972 nam Lino Tonti de verdere ontwikkeling op zich en hij bouwde op basis van de logge en zware V7 een sportmotor met een heel nieuw frame en kortere veerwegen. Deze V7 Sport zorgde ervoor dat Moto Guzzi zich kon aansluiten bij de top van de Italiaanse framebouwers, in een tijd dat die een veel betere naam hadden dan die van de grootste concurrenten Honda en Kawasaki. Hoewel de Japanse merken veel sterkere motoren hadden, waren de stuurkwaliteiten ondergeschikt aan die van Ducati, Laverda en Moto Guzzi.

## 750 S
De 750 S was een logische opvolger van de V7 Sport omdat de machine de technische ontwikkelingen volgde die vooral voortkwamen uit de endurance racerij. De machine kreeg een sportiever zadel, maar verder waren de verschillen ten opzichte van de V7 Sport vooral optisch: op de tank waren diagonale smalle en brede biezen aangebracht. Bovendien kreeg de 750 S twee schijfremmen in het voorwiel. De ontwikkelingen liepen vrijwel synchroon met die van de 850 T-serie. De Guzzi was minder sportief dan bijvoorbeeld de Ducati 750 Sport of 750 Desmo Sport en remde ook minder krachtig. Guzzi mikte duidelijk op de wat behoudendere sportieve rijder.

### Motor
De motor was een langsgeplaatste, rijwindgekoelde 90° V-twin van 748 cc. Zowel de cilinders als de cilinderkoppen waren van aluminium, maar de cilinderbussen waren verchroomd. De kleppen stonden onder een hoek om zo een bolvormige verbrandingskamer te verkrijgen. Ze werden bediend door stoterstangen en tuimelaars vanaf een nokkenas die boven de krukas lag. De 30 mm carburateurs kwamen van Dell'Orto. Net als de V7 Sport had de 750 S een wisselstroomdynamo op het uiteinde van de krukas. De startmotor zat aan de linkerkant naast de versnellingsbak. De krukas draaide in glijlagers.

### Aandrijflijn
De krukas dreef via het vliegwiel rechtstreeks de meervoudige droge platenkoppeling aan. Daarachter zat een vijfversnellingsbak en de secundaire aandrijving verliep via een cardanas.

### Rijwielgedeelte
Er was een dubbel wiegframe toegepast, dat zo nauwkeurig om het motorblok paste dat de onderste framebuizen demontabel zijn om de motor te kunnen uitbouwen. De telescoopvork kwam van de V7 Sport, maar de onderste vorkpoten waren aangepast om de beide remschijven te kunnen monteren. Achter was een duplexrem gebruikt. De achtervork werd afgeveerd door twee instelbare veer/demperelementen.

## 750 S3
De 750 S3 werd uitgebracht in 1975 en hij dankte zijn aanduiding "S3" aan de drie remschijven. Deze werden bovendien bediend met het integrale remsysteem, waarbij via het rempedaal de achterschijf en een van de twee voorschijven werd bediend. De tweede schijf kon worden bijgeschakeld met behulp van de handrem. De 750 S3 kreeg bovendien de inmiddels ingeburgerde voetschakeling aan de linkerkant.

## Technische gegevens
| Moto Guzzi             | 750 S                                  | 750 S3                                 |
| ---------------------- | -------------------------------------- | -------------------------------------- |
| Periode                | 1974-1975                              | 1975-1976                              |
| Categorie              | Sportmotor                             | Sportmotor                             |
| Motortype              | Kopklepmotor                           | Kopklepmotor                           |
| Bouwwijze              | Langsgeplaatste 90° V-twin             | Langsgeplaatste 90° V-twin             |
| Cilinder               | Aluminium                              | Aluminium                              |
| Cilinderkop            | Aluminium                              | Aluminium                              |
| Klepopstelling         | 4 Kopkleppen                           | 4 Kopkleppen                           |
| Klepbediening          | Stoterstangen en tuimelaars            | Stoterstangen en tuimelaars            |
| Carburateur            | Dell'Orto VHB 30 CD en CS              | Dell'Orto VHB 30 CD en CS              |
| Ontsteking             | Dubbele bobine                         | Dubbele bobine                         |
| boring                 | 82,5 mm                                | 82,5 mm                                |
| slag                   | 70 mm                                  | 70 mm                                  |
| Cilinderinhoud         | 748,4 cc                               | 748,4 cc                               |
| Smeersysteem           | Wet-sump                               | Wet-sump                               |
| Compressieverhouding   | 9,8:1                                  | 9,8:1                                  |
| Max. Vermogen          | 62 pk bij 6.900 tpm                    | 62 pk bij 6.900 tpm                    |
| Topsnelheid            | 206 km/h                               | 206 km/h                               |
| Primaire aandrijving   | Rechtstreeks                           | Rechtstreeks                           |
| Koppeling              | Meervoudige droge platenkoppeling      | Meervoudige droge platenkoppeling      |
| Versnellingen          | 5 Voetgeschakeld                       | 5 Voetgeschakeld                       |
| Secundaire aandrijving | Cardan                                 | Cardan                                 |
| frame                  | Dubbel wiegframe                       | Dubbel wiegframe                       |
| Wielbasis              | 1.470 mm                               | 1.470 mm                               |
| Vering vóór            | Telescoopvork                          | Telescoopvork                          |
| Vering achter          | Swingarm met hydraulische schokdempers | Swingarm met hydraulische schokdempers |
| Wielen                 | Vóór 18" × 2/1.85, achter 18" × 3/2.15 | Vóór 18" × 2/1.85, achter 18" × 3/2.15 |
| Banden                 | Vóór 18" × 3.25, achter 18" × 3.50     | Vóór 18" × 3.25, achter 18" × 3.50     |
| Rem(men)               | Schijfremmen vóór, trommelrem achter   | Schijfremmen rondom                    |
| Gewicht                | 206 kg                                 | 206 kg                                 |
| Tankinhoud             | 15,1 Liter                             | 15,1 Liter                             |
| Voorganger             | V7 Sport                               | 750 S                                  |
| Opvolger               | 750 S3                                 | 850 Le Mans                            |